# Larry Gelbart
Larry Simon Gelbart (Chicago, 25 de fevereiro de 1928 - Beverly Hills, 11 de setembro de 2009) foi um escritor americano de comédias e dramaturgo. Foi criador da série M*A*S*H.

## Obras que participou
- Duffy's Tavern (1941–1951) (Radio)
- The Red Buttons Show (1952) (TV)
- Honestly, Celeste! (1954) (TV)
- Caesar's Hour (1954–1957) (TV)
- The Patrice Munsel Show (1957) (TV)
- The Dinah Shore Chevy Show (1958) (TV)
- The Art Carney Show (1959) (TV)
- Startime (1959) (TV)
- The Best of Anything (1960) (TV)
- Hooray for Love (1960) (TV)
- A Funny Thing Happened on the Way to the Forum (com Burt Shevelove) (1962) (Teatro)
- The Notorious Landlady (com Blake Edwards) (1962)
- Judy and her guests, Phil Silvers and Robert Goulet (1963) (TV)
- The Thrill of It All (1963) (somente história)
- The Danny Kaye Show (1963) (TV)
- The Wrong Box (com Burt Shevelove) (1966)
- Not with My Wife, You Don't! (com Norman Panama e Peter Barnes) (1966)
- A Fine Pair (1967)
- Eddie (1971) (TV)
- The Marty Feldman Comedy Machine (1971) (TV)
- M*A*S*H (1972–1983) (TV) (também co-criador, com Gene Reynolds)
- Roll Out (1973) (TV)
- If I Love You, Am I Trapped Forever? (1974) (TV)
- Karen (1975) (TV)
- Sly Fox (1976) (Teatro)
- Three's Company (1976) (TV) (piloto não exibido)
- Oh God! (1977)
- Movie Movie (1978)
- United States (1980) (TV)
- Rough Cut (1980) (como Francis Burns)
- Neighbors (1981)
- Tootsie (com Murray Schisgal) (1982)
- AfterMASH (1983–1984) (TV)
- Blame it on Rio (1984)
- In The Beginning (1988) (com Maury Yeston) (Teatro)
- City of Angels (1989) (Teatro)
- Mastergate (1990) (Teatro)
- Barbarians at the Gate (1993) (TV)
- Weapons of Mass Distraction (1997) (TV)
- Laughing Matters: On writing M*A*S*H, Tootsie, Oh, God! And A Few Other Funny Things (1999) (Autobiografia)
- C-Scam (2000) (TV)
- Bedazzled (com Harold Ramis e Peter Tolan) (2000)
- And Starring Pancho Villa as Himself (2003) (TV)

## EpisódiosM*A*S*H
A seguir está uma lista de episódios de M*A*S*H (42 Total) escritos e/ou dirigidos por Gelbart.

### Primeira temporada (17/09/72–25/03/73)
- Episódio 1: O Piloto (escrito)
- Episódio 4: "Chief Surgeon Who?" (Escrito)
- Episódio 11: "Germ Warfare" (escrito)
- Episódio 12: "Dear Dad" (escrito)
- Episódio 18: "Dear Dad... Again" (escrito com Sheldon Keller )
- Episódio 21: "Sticky Wicket" (Teleplay com Laurence Marks )
- Episódio 23: "Cesar-fogo" (Teleplay com Laurence Marks)
- Episódio 24: "Showtime" (Teleplay com Robert Klane; História)

### Segunda temporada (15/09/73–02/03/74)
- Episódio 1: "Divididos nós estamos" (escrito)
- Episódio 2: "Five O'Clock Charlie" (escrito com Laurence Marks e Keith Walker)
- Episódio 6: "Kim" (escrito com Marc Mandel e Laurence Marks)
- Episódio 7: "LIP (Local Indigenous Personnel)" (escrito com Carl Kleinschmitt e Laurence Marks)
- Episódio 9: "Dear Dad...Three" (escrito com Laurence Marks)
- Episódio 11: "Continue, Gavião Arqueiro" (escrito com Bernard Dilbert e Laurence Marks)
- Episódio 12: "A Incubadora" (escrito com Laurence Marks)
- Episódio 13: "Deal Me Out" (escrito com Laurence Marks)
- Episódio 16: "Henry in Love" (escrito com Laurence Marks)
- Episódio 19: "O Povo Escolhido" (Escrito Laurence Marks e Sheldon Keller)
- Episódio 20: "As You Were" (escrito com Laurence Marks)
- Episódio 21: "Crise" (escrito com Laurence Marks)
- Episódio 23: "Mail Call" (escrito com Laurence Marks)
- Episódio 24: "A Smattering of Intelligence" (escrito com Laurence Marks; dirigido)

### Terceira temporada (9/10/74–3/18/75)
- Episódio 1: "The General Flipped at Dawn" (dirigido)
- Episódio 2: "Rainbow Bridge" (escrito com Laurence Marks)
- Episódio 4: "Iron Guts Kelly" (escrito com Sid Dorfman)
- Episódio 5: "OR" (escrito com Laurence Marks)
- Episódio 10: "Não há nada como uma enfermeira" (escrito)
- Episódio 16: "Bulletin Board" (escrito com Simon Muntner)
- Episódio 17: "O Consultor" (História)
- Episódio 19: "Aid Station" (escrito com Simon Muntner)
- Episódio 23: "White Gold" (escrito com Simon Muntner)
- Episódio 24: "Abissínia, Henry" (dirigido)

### Quarta temporada (12/09/75–24/02/76)
- Episódio 1: "Bem-vindo à Coréia" (escrito com Everett Greenbaum e Jim Fritzell)
- Episódio 3: "Aconteceu uma noite" (Teleplay com Simon Muntner)
- Episódio 9: "Quo Vadis, Capitão Chandler?" (Dirigido)
- Episódio 13: "The Gun" (escrito com Gene Reynolds )
- Episódio 15: "O preço do suco de tomate" (escrito com Gene Reynolds)
- Episódio 18: "Hawkeye" (escrito com Simon Muntner; dirigido)
- Episódio 21: "Smilin' Jack" (escrito com Simon Muntner)
- Episódio 22: "Quanto mais eu vejo você" (escrito com Gene Reynolds)
- Episódio 23: "Dilúvio" (escrito com Simon Muntner)
- Episódio 24: "A Entrevista" (escrito e dirigido)